# Théorème de Rosser
Cet article expose un théorème de la théorie des nombres. Pour les théorèmes d'incomplétude de Gödel–Rosser, voir les articles Théorèmes d'incomplétude de Gödel et Astuce de Rosser.
En théorie des nombres, le théorème de Rosser, démontré par J. Barkley Rosser en 1938, établit que pour n ≥ 1, le ne nombre premier pn  vérifie :
Ce résultat fut ensuite amélioré,. Dusart obtint par exemple (pour tout n ≥ 2) :